# Campeonato Mundial de Atletismo de 2007 - Lançamento de martelo feminino

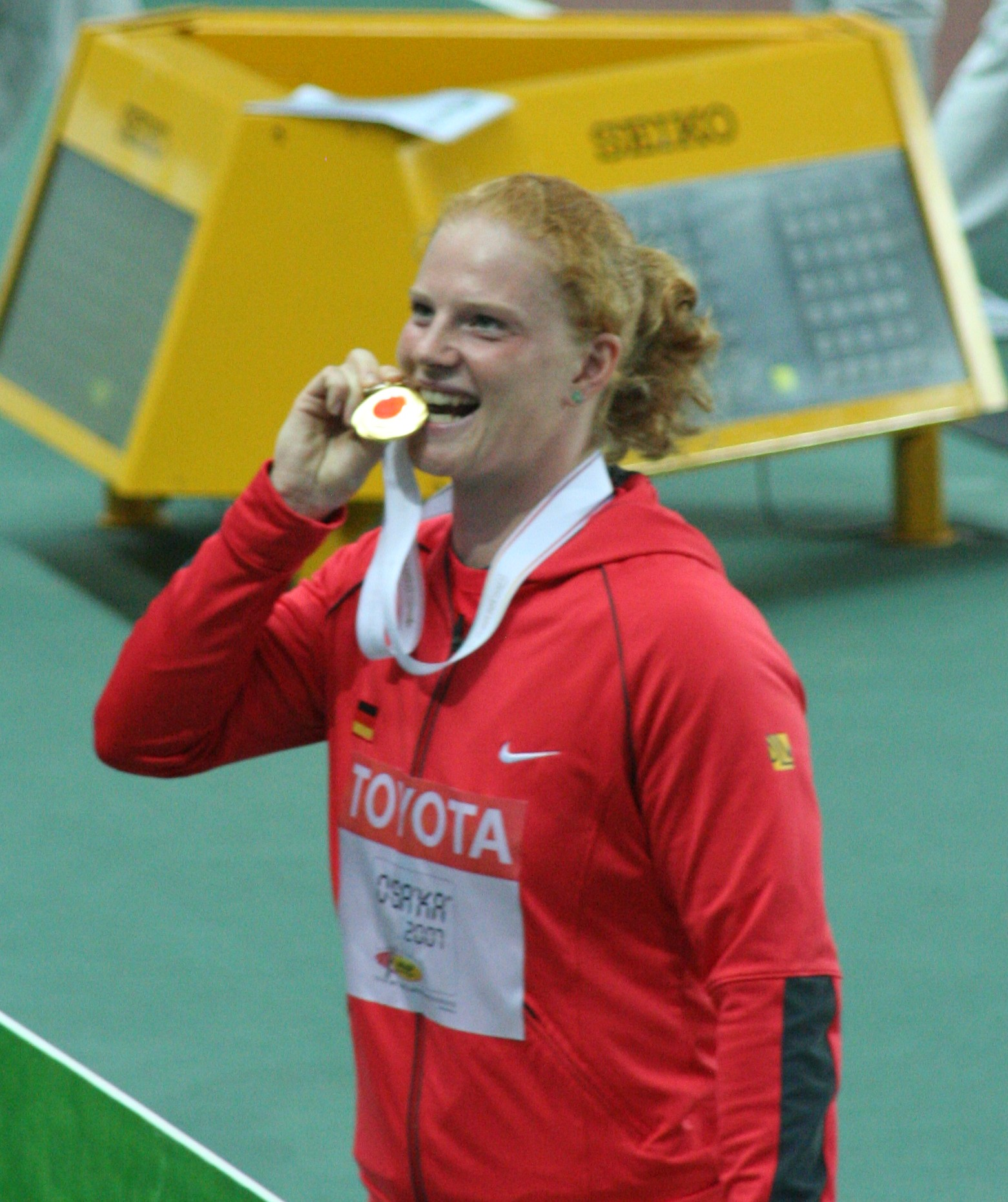
Campeonato Mundial de Atletismo 2007 em Osaka - A campeã mundial de lançamento de martelo Betty Heidler após a cerimônia de vitória com sua medalha de ouro

O lançamento de martelo feminino no Campeonato Mundial de Atletismo de 2007 foi realizada no Estádio Nagai, em Osaka, no Japão, entre os dias 28 a 30 de agosto de 2007.

## Recordes
Antes desta competição, os recordes mundiais e do campeonato nesta prova eram os seguintes:
| Tipo                  | Atleta          | Distância | Local   | Data                 |
| --------------------- | --------------- | --------- | ------- | -------------------- |
|                       | Tatyana Lysenko | 77,80     | Tallinn | 15 de agosto de 2006 |
| Recorde do campeonato | Mihaela Melinte | 75,20     | Sevilha | 24 de agosto de 1999 |

## Medalhistas
| Ouro                | Prata              | Bronze             |
| Betty Heidler (GER) | Yipsi Moreno (CUB) | Zhang Wenxiu (CHN) |

## Calendário
Todos os horários estão no horário local (UTC+9)
| Data         | Horário | Fase         |
| ------------ | ------- | ------------ |
| 28 de agosto | 10:00   | Qualificação |
| 30 de agosto | 19:30   | Final        |

## Resultados

### Qualificação
Qualificação: 71,00 m (Q) ou as 12 melhores performances (q).
Grupo A
| Pos. | Geral | Atleta                 | Nacionalidade  | 1     | 2     | 3     | Marca | Notas |
| ---- | ----- | ---------------------- | -------------- | ----- | ----- | ----- | ----- | ----- |
| 1    | 1     | Ivana Brkljačić        | Croácia        | 74.69 | —     | —     | 74.69 | Q     |
| 2    | 3     | Betty Heidler          | Alemanha       | X     | 72.27 | —     | 72.27 | Q     |
| 3    | 8     | Manuela Montebrun      | França         | 69.02 | 69.77 | 69.40 | 69.77 | q     |
| 4    | 10    | Arasay Thondike        | Cuba           | 69.14 | 68.39 | X     | 69.14 | q     |
| 5    | 11    | Gulfiya Khanafeyeva    | Rússia         | 65.91 | X     | 68.65 | 68.65 | q     |
| 6    | 13    | Martina Danišová       | Eslováquia     | X     | 67.13 | 68.15 | 68.15 |       |
| 7    | 14    | Cecilia Nilsson        | Suécia         | 68.09 | 67.01 | 64.30 | 68.09 |       |
| 8    | 18    | Alexandra Papayeoryiou | Grécia         | 66.88 | X     | X     | 66.88 |       |
| 9    | 19    | Yelena Priyma          | Rússia         | X     | 61.79 | 66.84 | 66.84 |       |
| 10   | 23    | Sviatlana Sudak-Torun  | Turquia        | 65.65 | 65.22 | X     | 65.65 |       |
| 11   | 25    | Jennifer Dahlgren      | Argentina      | 65.64 | X     | X     | 65.64 |       |
| 12   | 30    | Berta Castells         | Espanha        | 63.32 | X     | 60.93 | 63.32 |       |
| 13   | 31    | Liu Yinghui            | China          | X     | 62.83 | 62.62 | 62.83 |       |
| 14   | 32    | Masumi Aya             | Japão          | 61.55 | 62.68 | 59.43 | 62.68 |       |
| 15   | 33    | Mihaela Melinte        | Roménia        | X     | X     | 62.40 | 62.40 |       |
| 16   | 34    | Vânia Silva            | Portugal       | X     | 56.28 | 61.81 | 61.81 |       |
| 17   | 36    | Katalin Divós          | Hungria        | 57.22 | 59.45 | 58.61 | 59.45 |       |
| 18   | 38    | Brittany Riley         | Estados Unidos | X     | X     | 55.72 | 55.72 |       |
| —    | —     | Susanne Keil           | Alemanha       | X     | X     | X     | NM    |       |
| —    | —     | Aksana Miankova        | Bielorrússia   | X     | X     | X     | NM    |       |

Grupo B
| Pos. | Geral | Atleta               | Nacionalidade  | 1     | 2     | 3     | Marca  | Notas |
| ---- | ----- | -------------------- | -------------- | ----- | ----- | ----- | ------ | ----- |
| 1    | 2     | Yipsi Moreno         | Cuba           | 72.87 | —     | —     | 72.87  | Q,    |
| 2    | 4     | Zhang Wenxiu         | China          | X     | 71.31 | —     | 71.31  | Q     |
| 3    | 5     | Eileen O'Keeffe      | Irlanda        | 71.07 | —     | —     | 71.07  | Q     |
| 4    | 6     | Yelena Konevtseva    | Rússia         | 70.29 | 70.65 | —     | 70.65  | q     |
| 5    | 7     | Kamila Skolimowska   | Polónia        | 66.57 | 69.57 | 70.18 | 70.18  | q     |
| 6    | 9     | Clarissa Claretti    | Itália         | X     | X     | 69.53 | '69.53 | q     |
| 7    | 12    | Yunaika Crawford     | Cuba           | 65.64 | 66.80 | 68.55 | 68.55  | q     |
| 8    | 15    | Jessica Cosby        | Estados Unidos | 63.44 | 67.90 | 66.36 | 67.90  |       |
| 9    | 16    | Merja Korpela        | Finlândia      | 67.87 | 65.89 | X     | 67.87  |       |
| 10   | 17    | Stéphanie Falzon     | França         | 66.37 | 66.82 | 67.19 | 67.19  |       |
| 11   | 20    | Amélie Perrin        | França         | X     | 66.67 | 66.51 | 66.67  |       |
| 12   | 21    | Lenka Ledvinová      | Chéquia        | 66.57 | 63.22 | 65.71 | 66.57  |       |
| 13   | 22    | Olga Kuzenkova       | Rússia         | 66.56 | X     | 65.09 | 66.56  |       |
| 14   | 24    | Mona Holm            | Noruega        | X     | 63.16 | 65.65 | 65.65  |       |
| 15   | 26    | Kristal Yush         | Estados Unidos | 61.74 | 64.24 | 64.63 | 64.63  |       |
| 16   | 27    | Bianca Perie         | Roménia        | 64.18 | 60.09 | 62.10 | 64.18  |       |
| 17   | 28    | Kathrin Klaas        | Alemanha       | X     | X     | 64.00 | 64.00  |       |
| 18   | 29    | Nataliya Zolotukhina | Ucrânia        | 61.27 | 63.64 | 62.58 | 63.64  |       |
| 19   | 35    | Rosa Rodríguez       | Venezuela      | 58.43 | 61.77 | 61.56 | 61.77  |       |
| 20   | 37    | Hao Shuai            | China          | X     | 59.09 | X     | 59.09  |       |

### Final
A final ocorreu dia 30 de agosto às 19:30.
| Pos.              | Atleta              | Nacionalidade | 1     | 2     | 3     | 4     | 5     | 6     | Marca | Notas |
| ----------------- | ------------------- | ------------- | ----- | ----- | ----- | ----- | ----- | ----- | ----- | ----- |
| Medalha de ouro   | Betty Heidler       | Alemanha      | X     | 74.76 | X     | 73.73 | 71.31 | 73.10 | 74.76 |       |
| Medalha de prata  | Yipsi Moreno        | Cuba          | 72.84 | X     | X     | 74.33 | 70.87 | 74.74 | 74.74 |       |
| Medalha de bronze | Zhang Wenxiu        | China         | X     | 73.11 | X     | 74.21 | 74.39 | X     | 74.39 |       |
| 4                 | Kamila Skolimowska  | Polónia       | 73.75 | 70.54 | 65.69 | 70.78 | 70.06 | 70.77 | 73.75 |       |
| 5                 | Yelena Konevtseva   | Rússia        | 72.45 | 70.11 | X     | X     | 70.35 | 68.90 | 72.45 |       |
| 6                 | Eileen O'Keeffe     | Irlanda       | 70.93 | 64.27 | 69.06 | 66.90 | 69.21 | 69.38 | 70.93 |       |
| 7                 | Clarissa Claretti   | Itália        | X     | 70.25 | 70.73 | 67.56 | 70.74 | X     | 70.74 |       |
| 8                 | Manuela Montebrun   | França        | 69.77 | 70.36 | 67.42 | 69.16 | 66.41 | 69.92 | 70.36 |       |
|                   |                     |               |       |       |       |       |       |       |       |       |
| 9                 | Arasay Thondike     | Cuba          | 65.84 | 70.20 | 67.65 |       |       |       | 70.20 |       |
| 10                | Gulfiya Khanafeyeva | Rússia        | 67.79 | X     | 69.08 |       |       |       | 69.08 |       |
| 11                | Ivana Brkljačić     | Croácia       | 68.16 | X     | X     |       |       |       | 68.16 |       |
| 12                | Yunaika Crawford    | {CUB}}        | 67.30 | X     | 67.56 |       |       |       | 67.56 |       |

Legenda
| Recorde mundial       | Recorde mundial (World record)               |                       | Recorde africano                      | Recorde africano (African) |                                           | Q | Classificado por posição (Qualified) |
| Recorde do campeonato | Recorde do campeonato (Championship record)  | Recorde da América    | Recorde da América (Americas)         | q                          | Classificado por melhor tempo (Qualified) |   |                                      |
| Melhor marca do ano   | Melhor marca do ano (World leading)          | Recorde asiático      | Recorde asiático (Asian)              | DNS                        | Não largou (Did not start)                |   |                                      |
| Recorde nacional      | Recorde nacional (National record)           | Recorde europeu       | Recorde europeu (European)            | DNF                        | Não terminou (Did not finish)             |   |                                      |
| Recorde pessoal       | Recorde pessoal do atleta (Personal best)    | Recorde da Oceania    | Recorde da Oceania (Oceania)          | DSQ / DQ                   | Desclassificado (Disqualified)            |   |                                      |
| Recorde da temporada  | Recorde da temporada do atleta (Season best) | Recorde sul-americano | Recorde sul-americano (South America) | NM                         | Sem marca (No mark)                       |   |                                      |